# Xestia ochrojois
Xestia ochrojois là một loài bướm đêm trong họ Noctuidae.